# Oleg Leonidowitsch Saljukow

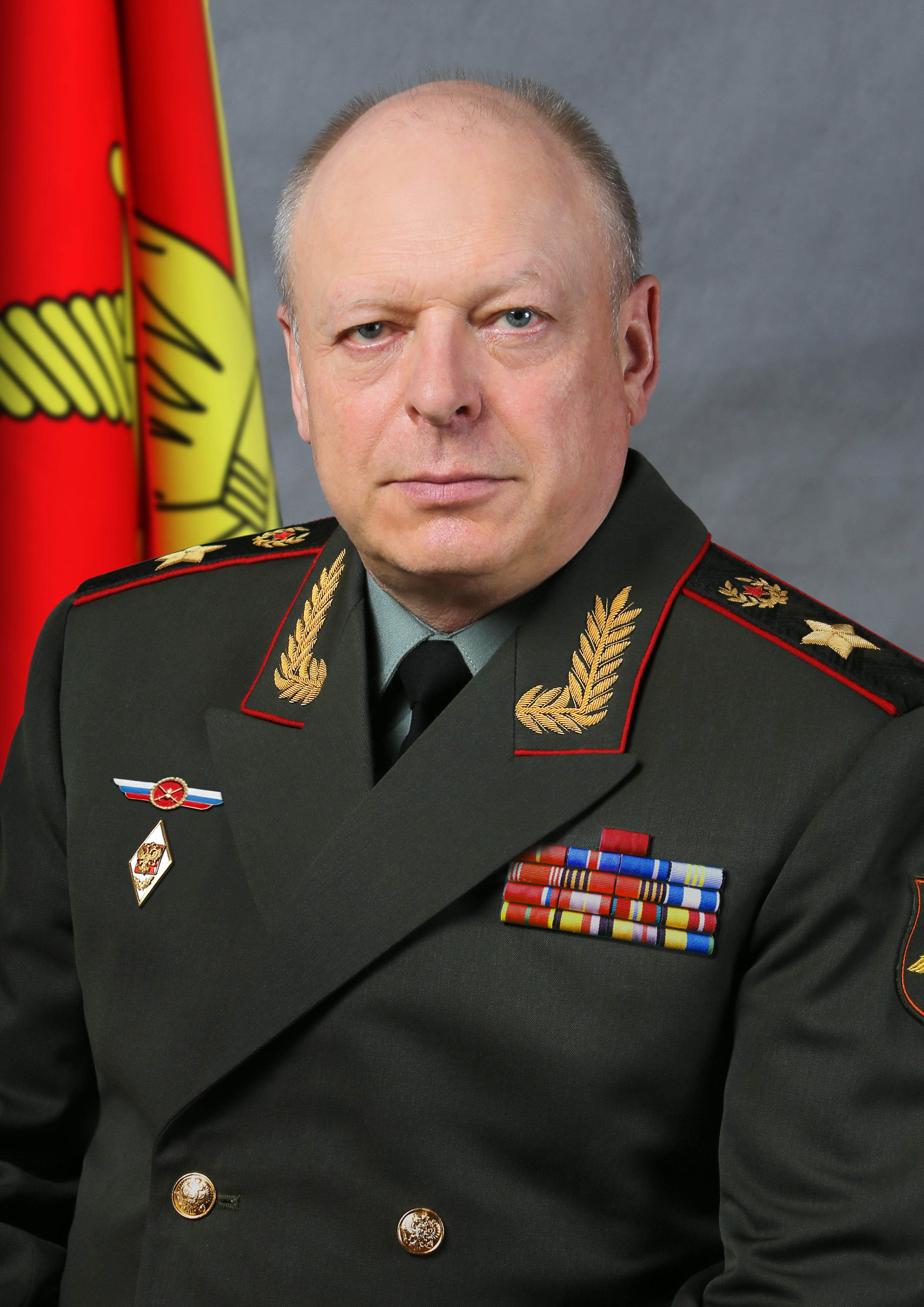
Oleg Saljukow, Oberbefehlshaber des Heeres (2015)

Oleg Leonidowitsch Saljukow (russisch Олег Леонидович Салюков; * 21. Mai 1955 in Saratow, Oblast Saratow, RSFSR) ist ein russischer Militärführer und war von 2014 bis 2025 Oberbefehlshaber des Russischen Heeres. Seit 2019 hat er den Rang eines Armeegenerals inne.

## Biografie
Saljukow ist der Sohn des Generalmajors Leonid Iwanowitsch Saljukow (1920–2006). Er wuchs in Pensa auf. 1977 absolvierte er eine Höhere Panzerkommandoschule und schloss 1985 die Militärakademie der Panzertruppen in Moskau ab. 1996 absolvierte er die Militärakademie des Generalstabes der Streitkräfte der Russischen Föderation in Moskau.
Er diente ab 1973, von 1977 bis 1982 als Kompanieführer, Stabschef und Bataillonskommandeur im Militärbezirk Kiew und war Regimentskommandeur im Militärbezirk Moskau. Von 1997 bis 2000 war er Befehlshaber von motorisierten Schützendivisionen, dann bis 2003 einer kombinierten Waffenarmee in Fernost. Er wurde 2003 Stellvertretender Befehlshaber, 2005 Stabschef und 2014 als Nachfolger von Generaloberst Wladimir Walentinowitsch Tschirkin bzw.	
Generaloberst Sergej Istrakow (2013/14 nur amtierend) Oberbefehlshaber des Heeres der Streitkräfte Russlands.
Saljukow durchlief alle Offiziersränge und wurde 2006 Generaloberst und 2019 Armeegeneral.
Im Februar 2022 begannen russische Truppen den Überfall auf die Ukraine. Die Europäische Union setzte Saljukow auf eine Sanktionsliste, weil er „für die aktive Unterstützung und Umsetzung von Maßnahmen und Richtlinien verantwortlich ist, die die territoriale Integrität, Souveränität und Unabhängigkeit der Ukraine sowie die Stabilität oder Sicherheit in der Ukraine untergraben und bedrohen“.
Am 11. Januar 2023 wurde er einer von drei Stellvertretern des Befehlshaber der russischen Truppen in der Ukraine.

## Auszeichnungen
Er erhielt zahlreiche Auszeichnungen und 2020 den Alexander-Newski-Orden.